# Bataille de Flessingue
Guerre de Quatre-Vingts Ans
Batailles
- Chronologie de la guerre de Quatre-Vingts Ans
- Valenciennes
- Austruweel
- Rheindalen
- Heiligerlee
- Jemmingen
- Jodoigne
- Brielle
- 1er Flessingue
- Malines
- Goes
- Mons
- Haarlem
- 2e Flessingue
- Borsele
- Zuiderzee
- Alkmaar
- Leyde
- Reimerswaal
- Mook
- Lillo
- Zierikzee
- 1er Anvers
- 1er Bréda
- Gembloux
- Rijmenam
- 1er Deventer
- Maastricht
- 2e Bréda
- Açores
- 2e Anvers
- 3e Anvers
- Boksum
- Zutphen
- 1er Berg-op-Zoom
- Gravelines
- 3e Bréda
- 2e Deventer
- Groningue
- Huy
- 1er Groenlo1
- 2e Groenlo
- Turnhout
- Nieuport
- Ostende
- L'Écluse
- 3e Groenlo
- Saint-Vincent
- Gibraltar
- Saint-Vincent (1621)
- 2e Berg-op-Zoom
- 4e Bréda
- 4e Groenlo
- Matanzas
- Bois-le-Duc
- Abrolhos
- Slaak
- Maastricht
- 5e Bréda
- Cabañas
- Calloo
- Les Downs
- Saint-Vincent (1641)
- Hulst
- Cavite

La bataille de Flessingue est une bataille navale de la guerre de Quatre-Vingts Ans qui eut lieu le 17 avril 1573 près de la ville de Flessingue entre la flotte espagnole commandée par Sancho d'Avila et la flotte hollandaise menée par Lieven Keersmaker.
Après la prise de La Brielle et de Flessingue en avril 1572, les Gueux de la mer, rebelles hollandais contre l'Empire espagnol, capturèrent diverses cités de Hollande et de Zélande, s'assurant la maîtrise de la côte maritime flamande.
La flotte espagnole voulait bombarder la ville de Flessingue et fut surprise par les navires néerlandais durant l'échange de coups de canons avec les défenseurs de la ville. Cinq navires espagnols furent capturés et les autres trouvèrent refuge à Middelbourg et Arnemuiden.